# گیلانشاه آلاسکایی
گیلانشاه آلاسکایی، گیلانشاه تاهیتی یا گیلانشاه ران‌زِبر (نام علمی: Numenius tahitiensis) نام یک گونه از سرده گیلانشاه‌های نوک‌خمیده است.